# Монитор (интерактивная программа)

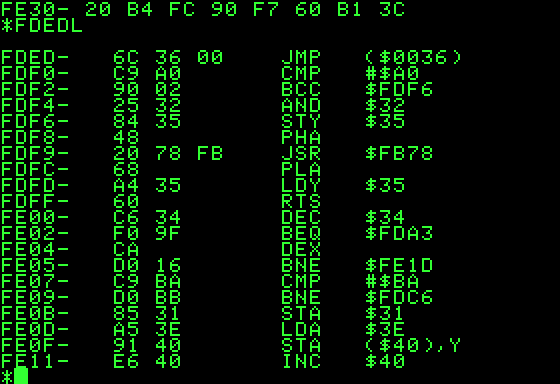
Монитор компьютера Apple II

Монито́р — интерактивная программа в компьютерах, особенно 1970-х годов, позволяющая осуществлять управление компьютером на низком уровне: просмотр содержимого оперативной памяти и регистров процессора, выполнение машинного кода, дизассемблирование, загрузку операционной системы и т. п. Часто монитор прошивался в ПЗУ компьютера. В некоторых компьютерах вместо монитора устанавливается MOS (англ. Monitor Operating System — мониторная операционная система).
Как правило, монитор поддерживал очень ограниченный входной язык: обычно это были шестнадцатеричные числа, кодирующие адреса и данные, а также односимвольные команды; иногда также символические команды языка ассемблера, если монитор включал в себя миниассемблер.
В настоящее время мониторы вышли из широкого использования в связи с переходом в большинстве случаев от применения низкоуровневых языков ассемблера к языкам высокого уровня. При этом вместо мониторов стали использоваться отладчики, позволяющие работать в терминах высокоуровневого языка.